# Campionati mondiali di nuoto in vasca corta 2024 - 50 metri dorso maschili
La gara dei 50 metri dorso maschili dei campionati mondiali di nuoto in vasca corta 2024 si è svolta il 12 e il 13 dicembre 2024 presso la Duna Aréna di Budapest.

## Podio
| Pos.    | Atleta         | Nazione   |
| ------- | -------------- | --------- |
| Oro     | Miron Lifincev | NAB       |
| Argento | Isaac Cooper   | Australia |
| Bronzo  | Shane Ryan     | Irlanda   |

## Record
Prima della manifestazione il record del mondo (RM) e il record dei campionati (RC) erano i seguenti.
|  | 22"11 | Kliment Kolesnikov | 23 novembre 2022 Kazan' |
|  | 22"22 | Florent Manaudou   | 6 dicembre 2014 Doha    |

Durante la competizione non sono stati migliorati record.

## Programma
| Data             | Ora   | Turno      |
| ---------------- | ----- | ---------- |
| 12 dicembre 2024 | 9:17  | Batterie   |
| 12 dicembre 2024 | 11:45 | Spareggio  |
| 12 dicembre 2024 | 17:57 | Semifinali |
| 13 dicembre 2024 | 18:12 | Finale     |

## Risultati

### Batterie
| Pos. | Batteria | Corsia | Atleta                     | Nazionalità             | Tempo       | Note |
| ---- | -------- | ------ | -------------------------- | ----------------------- | ----------- | ---- |
| 1    | 5        | 4      | Miron Lifincev             | NAB                     | 22"87       | Q    |
| 2    | 6        | 3      | Kacper Stokowski           | Polonia                 | 22"89       | Q    |
| 3    | 5        | 6      | Shane Ryan                 | Irlanda                 | 22"98       | Q    |
| 4    | 6        | 4      | Isaac Cooper               | Australia               | 23"01       | Q    |
| 5    | 4        | 2      | Pavel Samusenko            | NAB                     | 23"02       | Q    |
| 6    | 3        | 5      | Hubert Kós                 | Ungheria                | 23"05       | Q    |
| 7    | 4        | 6      | Ralf Tribuntsov            | Estonia                 | 23"06       | Q    |
| 8    | 5        | 2      | Guilherme Basseto          | Brasile                 | 23"11       | Q    |
| 9    | 6        | 7      | Miroslav Knedla            | Rep. Ceca               | 23"13       | Q    |
| 10   | 4        | 3      | Marius Kusch               | Germania                | 23"28       | Q    |
| 11   | 4        | 7      | Ruard van Renen            | Sudafrica               | 23"29       | Q    |
| 11   | 6        | 6      | Thierry Bollin             | Svizzera                | 23"29       | Q    |
| 13   | 4        | 4      | Mewen Tomac                | Francia                 | 23"32       | Q    |
| 14   | 4        | 5      | Ole Braunschweig           | Germania                | 23"33       | Q    |
| 15   | 2        | 5      | Finlay Knox                | Canada                  | 23"35       | Q    |
| 16   | 3        | 3      | Yohann Ndoye-Brouard       | Francia                 | 23"37       | SO   |
| 16   | 5        | 9      | Mantas Kaušpėdas           | Lituania                | 23"37       | SO   |
| 18   | 6        | 5      | Kaiya Seki                 | Giappone                | 23"41       |      |
| 19   | 5        | 1      | Denis Popescu              | Romania                 | 23"44       |      |
| 20   | 5        | 5      | Lorenzo Mora               | Italia                  | 23"45       |      |
| 21   | 3        | 1      | Lamar Taylor               | Bahamas                 | 23"51       |      |
| 21   | 5        | 3      | Masaki Yura                | Giappone                | 23"51       |      |
| 21   | 6        | 0      | Cooper Morley              | Nuova Zelanda           |             |      |
| 24   | 5        | 7      | Iván Martínez              | Spagna                  | 23"61       |      |
| 25   | 6        | 1      | Oliver Morgan              | Gran Bretagna           | 23"64       |      |
| 26   | 6        | 8      | Grigori Pekarski           | NAA                     | 23"66       |      |
| 27   | 4        | 0      | Ksawery Masiuk             | Polonia                 | 23"69       |      |
| 28   | 5        | 8      | Simon Bucher               | Austria                 | 23"70       |      |
| 29   | 4        | 1      | Markus Lie                 | Norvegia                | 23"76       |      |
| 30   | 2        | 3      | Maximillian Wilson         | Isole Vergini Americane | 23"81       |      |
| 31   | 5        | 0      | Dino Hasibović Sirotanović | Bosnia ed Erzegovina    | 23"84       |      |
| 32   | 3        | 7      | Ulises Saravia             | Argentina               | 23"91       |      |
| 33   | 4        | 9      | Eyaggelos Makrygiannis     | Grecia                  | 23"95       |      |
| 34   | 3        | 2      | Ádám Jászó                 | Ungheria                | 23"98       |      |
| 35   | 3        | 6      | Oleksandr Zheltyakov       | Ucraina                 | 23"99       |      |
| 36   | 4        | 8      | Xu Yifan                   | Cina                    | 24"01       |      |
| 37   | 3        | 8      | Mert Ali Satır             | Turchia                 | 24"02       |      |
| 38   | 2        | 2      | Samuel Törnqvist           | Svezia                  | 24"05       |      |
| 39   | 3        | 0      | Chuang Mu-lun              | Taipei cinese           | 24"28       |      |
| 40   | 2        | 4      | Noe Pantskhava             | Georgia                 | 24"29       |      |
| 40   | 3        | 4      | Jason Mahmutoglu           | Filippine               | 24"29       |      |
| 42   | 2        | 7      | Ģirts Feldbergs            | Lettonia                | 24"55       |      |
| 43   | 2        | 8      | Mikhail Kleshko            | Uzbekistan              | 24"64       |      |
| 43   | 3        | 9      | Meiron Amir Cheruti        | Israele                 | 24"64       |      |
| 45   | 2        | 1      | Charles Hockin             | Paraguay                | 24"76       |      |
| 46   | 1        | 2      | Akash Mani                 | India                   | 24"87       |      |
| 47   | 2        | 0      | Mohamad Zubaid             | Kuwait                  | 25"06       |      |
| 48   | 2        | 9      | Samiul Islam Rafi          | Bangladesh              | 25"09       |      |
| 49   | 2        | 6      | Kokoro Frost               | Samoa                   | 25"58       |      |
| 50   | 1        | 5      | Tendo Kaumi                | Uganda                  | 27"30       |      |
| 51   | 1        | 4      | Amos Ferley                | Seychelles              | 27"35       |      |
| DNS  | 1        | 6      | Fahim Anwari               | Afghanistan             | Non partito |      |
| DNS  | 1        | 7      | Joash McKonie              | Zimbabwe                | Non partito |      |
| DNS  | 6        | 2      | Dylan Carter               | Trinidad e Tobago       | Non partito |      |
| DNS  | 6        | 9      | Michael Andrew             | Stati Uniti             | Non partito |      |

### Spareggio
| Pos. | Corsia | Atleta               | Nazionalità | Tempo | Note |
| ---- | ------ | -------------------- | ----------- | ----- | ---- |
| 1    | 5      | Mantas Kaušpėdas     | Lituania    | 22"91 | Q    |
| 2    | 4      | Yohann Ndoye-Brouard | Francia     | 23"27 |      |

### Semifinali
| Pos. | Batteria | Corsia | Atleta            | Nazionalità | Tempo | Note |
| ---- | -------- | ------ | ----------------- | ----------- | ----- | ---- |
| 1    | 2        | 4      | Miron Lifincev    | NAB         | 22"70 | Q    |
| 2    | 2        | 3      | Pavel Samusenko   | NAB         | 22"72 | Q    |
| 3    | 1        | 4      | Kacper Stokowski  | Polonia     | 22"73 | Q    |
| 3    | 1        | 7      | Thierry Bollin    | Svizzera    | 22"73 | Q    |
| 5    | 2        | 2      | Miroslav Knedla   | Rep. Ceca   | 22"74 | Q    |
| 6    | 1        | 5      | Isaac Cooper      | Australia   | 22"79 | Q    |
| 7    | 1        | 3      | Hubert Kós        | Ungheria    | 22"85 | Q    |
| 8    | 2        | 5      | Shane Ryan        | Irlanda     | 22"89 | Q    |
| 9    | 2        | 8      | Finlay Knox       | Canada      | 23"03 |      |
| 10   | 2        | 1      | Mewen Tomac       | Francia     | 23"06 |      |
| 11   | 1        | 8      | Mantas Kaušpėdas  | Lituania    | 23"09 |      |
| 12   | 2        | 7      | Ruard van Renen   | Sudafrica   | 23"21 |      |
| 13   | 2        | 6      | Ralf Tribuntsov   | Estonia     | 23"23 |      |
| 14   | 1        | 6      | Guilherme Basseto | Brasile     | 23"30 |      |
| 15   | 1        | 1      | Ole Braunschweig  | Germania    | 23"48 |      |
| 16   | 1        | 2      | Marius Kusch      | Germania    | 23"55 |      |

### Finale
| Pos.    | Corsia | Atleta           | Nazionalità | Tempo | Note |
| ------- | ------ | ---------------- | ----------- | ----- | ---- |
| Oro     | 4      | Miron Lifincev   | NAB         | 22"47 |      |
| Argento | 7      | Isaac Cooper     | Australia   | 22"49 |      |
| Bronzo  | 8      | Shane Ryan       | Irlanda     | 22"56 |      |
| 4       | 1      | Hubert Kós       | Ungheria    | 22"64 |      |
| 5       | 3      | Kacper Stokowski | Polonia     | 22"68 |      |
| 6       | 5      | Pavel Samusenko  | NAB         | 22"74 |      |
| 7       | 2      | Miroslav Knedla  | Rep. Ceca   | 22"89 |      |
| 8       | 6      | Thierry Bollin   | Svizzera    | 22"97 |      |